# 1200 ق م
1200 ق م أو 1200 قبل الميلاد هي سنة من العقد 1200 ق م في التقويم اليولياني البروليبتي (التقويم الميلادي). تسبقها سنة 1201 ق م وتليها سنة 1199 ق م

## وصلات خارجية
- سنة 1200 ق م على موقع المكتبة الوطنية الفرنسية